# Квинт Марций (трибун)
Квинт Марций (на латински: Quintus Marcius) e политик на Римска република през 1 век пр.н.е. Произлиза от фамилията Марции.
През 68 пр.н.е. той е народен трибун. Консули тази година са Квинт Марций Рекс и Луций Цецилий Метел, който умира в началото на годината и се избира суфектконсул Сервилий Вация, който умира преди да постъпи в длъжност.